# 汉川市
汉川市位于中国湖北省中部偏东、江汉平原腹地，紧邻“九省通衢”的省会城市武汉，因长江最大的支流汉江横贯境域而得名，素有“鱼米之乡”、“江汉明珠”的美誉。属于单独的市直属湖北省级管理，全市面积1663平方公里，总人口90万人，是一座快速崛起的中国内陆新兴城市。先后被评为全国最具投资潜力中小城市百强县（市）、中国产业百强县（市）、全国“婚育新风进万家”先进县（市）、全国楹联文化城市、中国民间文化艺术之乡。汉川地处江汉平原腹地，毗邻武汉，位于武汉城市圈核心圈层，是全省县域经济先进县（市），市人民政府駐仙女山街道文化路。

## 历史
周代市域属郧国南境。春秋战国时，楚灭郧后遂为楚地。秦属南郡。汉代至晋代，均为江夏郡安陆县地。南北朝时期，宋为安陆郡地。梁至西魏间，梁安、魏安、汊川等郡先后在甑山设治，县境为其辖地。
建县始于南北朝北周武帝保定元年，即公元561年，治甑山下，故名甑山县，先后属甑山郡、复州和沔阳郡。隋大业末废县为镇，并入汉阳县。621年，县恢复，移治泐山下，以汊水流经县境而改名汊川县，属淮南道。742年，改属汉阳郡。758年，复属沔州。826年，改属鄂州。958年，改属安州，移治金鼓城（今刘家隔）。960年，属荆湖北路，以竟陵义水流入县西，更名为义川县。977年，因避宋太宗赵光义讳，以汉水横贯县境，改名汉川县。1071年，废县为镇，属鄂州汉阳县。1086年，县恢复，隶汉阳军。1135年，县又废。1137年复置。元代，各地改设行中书省，汉川属湖广行中书省汉阳府。1285年，移县治于长城（今城关镇）。明代改制，设承宣布政使司，汉川属湖广布政使司汉阳府。1376年，汉阳府降为州，汉川改隶武昌府。1380年，复隶汉阳府。1664年，湖北、湖南分治，汉川隶湖北布政使司汉阳府。1912年，废府设道，汉川属江汉道。
中国共产党领导的政权在汉川建立后，汉川几度出现国民党和共产党两种政权并存的局面。1949年5月汉川全境解放，国民党汉川县政府灭亡。同年7月，天汉、川汉两县爱国民主政府撤销，汉川县人民政府建立，属鄂中专区。同年8月，改属沔阳专区。1951年7月，沔阳专区撤销，隶属孝感专区。1959年11月，孝感专区撤销，划归武汉市。1961年5月，还属孝感专区。1970年专区改名地区后，汉川一直隶属孝感地区。1997年3月12日，经国务院批准，撤销汉川县，设立汉川市，以原汉川县行政区域为汉川市行政区域，由孝感市代管。

## 地理
汉川市位于汉江下游，江汉平原腹地。地跨东经113°22′～113°57′，北纬30°22′～30°51′之间。东与武汉市东西湖区和汉阳毗邻，西连天门，南邻仙桃，北与应城、云梦、孝南接壤。全市东西长55.6㎞，南北宽53.03㎞。汉川市地处江汉平原，地势平坦且较低洼，由西北向东南平缓倾斜，属平原湖区。由于汉江横贯全境，历经洪水漫流冲刷，形成汉江沿岸略高，中部低平，东南部有起伏的山丘，西北部边缘（汉北河以北）有湖滨隆起的岗地。海拔一般在25米左右，约为1600km2，占土地总面积96.4%（含湖泊、水系），东南部海拔稍高的低山丘陵面积约60km2，占土地总面积3.6%。我市地貌大体可划分为平原、低丘两种类型，其中以平原为主，它决定我市种植业在农业中的地位举足轻重。
汉川市属亚热带季风气候，雨量充沛，气候温和，四季分明。年平均气温16.1℃，平均日照为1938.5小时，年平均降水量1198㎜，无霜期230天。
汉川市成土母质，大部分为河流冲积物及湖泊沉淀物，分布在汉江两岸平原，部分第四纪黄土分布在垌冢、麻河岗地，少部分红砂岩、石英岩风化物分布在马鞍榔头、南河的低丘地带，整个耕地土壤分黄棕壤、潮土、水稻土三个土类。耕地经过历年的农事活动，熟化程度高，土层深厚，耕性良好。经土壤普查，全市土壤肥力分为四等：一级土壤占耕地38.1%、二级占38.9%、三级占21.7%、四级占1.3%，一、二级土壤占耕地面积约77%。土壤酸碱平均为7.8，中壤和轻壤占耕地的77.8%。全市矿产资源有高岭石、石灰石、河沙和岩盐等。

## 地方特产

### 美食美味
- 藕丸子
- 排骨藕汤
- 藕蒸米粉肉
- 干炸藕夹
- 榔头蒸鳝
- 汉川荷月

## 交通
- 348国道过境，汉渝高速已列入国家规划[4][5][6]。

## 行政区划
汉川市下辖2个街道办事处、14个镇、6个乡：
仙女山街道、汈东街道、马口镇、脉旺镇、城隍镇、分水镇、沉湖镇、田二河镇、回龙镇、新堰镇、垌塚镇、麻河镇、刘家隔镇、新河镇、庙头镇、杨林沟镇、西江乡、湾潭乡、南河乡、马鞍乡、里潭乡、韩集乡、国营中洲农场、华严农场、三星垸原种场、汈汊湖养殖场和汉川市经济技术开发区。

## 人口状况
全市2020年总人口（第七次人口普查常住人口）903296人，其中女性539688人，非农业人口218274人。年末总户数342075户。年内出生人口14305人，人口出生率12.61‰；年内死亡人口11164人，死亡率9.84‰；迁入4823人，迁出6485人，暂住人口8884人。年平均人口1131341人；全年减少人口5952人，人口自然增长率（计生局提供）5.86‰。0－18岁人口205940人，18－60岁人口763110人，60岁以上人口159315人。60岁以上人口占总人口比重达14.12％。

## 人文风俗

### 文物古迹
- 羽状纹镜：战国时期文物
- 晒网台遗址：新时期时代遗址
- 马口窑址：明清民窑遗址

### 民间艺术
- 汉川善书：汉川善书是盛行于湖北省汉川市及其周边地区的一种地方性曲艺曲种，自清朝乾隆年间形成曲艺形式以来，已有二百六十余年历史。它从宗教的“说善书”脱胎而来，是中国善书艺术中一朵耀眼的奇葩，是善书艺术在发展过程中不断本地化的结果。[8]
- 汉川皮影戏：皮影戏是湖北孝感汉川等地民间老百姓喜闻乐见的传统戏剧之一，皮影戏并非孝感汉川独创，其始源可追溯到先秦时期

## 民族与宗教

### 宗教信仰
汉川市是一个多宗教信仰地区。全市佛教、道教、天主教、基督教、伊斯兰教五教俱全，正式登记开放的宗教活动场所37个，其中天主教3个、基督教3个、佛教30个、道教1个。宗教教职人员43人。伊斯兰教只有信众无场所无教职人员。此外还有广泛的民间信仰。全市共有信教群众2万余人。宗教团体2个，宗教界代表人士中有孝感市政协委员1人，汉川市政协委员4人。

### 少数民族基本情况
汉川市属少数民族杂散居住地区，共有土家族、回族、满族、朝鲜族、蒙古族、瑶族、傣族、黎族、侗族、东乡族、纳西族、京族、畬族、布依族、白族、彝族、锡伯族、独龙族、藏族、维吾尔族、佤族等21个少数民族，1194人，分布于27个乡、镇、农（养殖）场、办事处。少数民族人口占全市总人口的1.09‰。全市少数民族代表人士中有孝感市人大代表1人，孝感市政协委员1人，汉川市人大代表1人，汉川市政协委员4人。